# Biblioteca digital
Una biblioteca digital, dipòsit digital, repositori digital o dipòsit digital fiable és un dipòsit digital accessible des d'ordinadors locals, amb programes específics, o a través de la xarxa, que ofereix serveis de valor afegit sobre aquestes col·leccions digitals. Si utilitzen un protocol compartit (per exemple OAI-PMH), són interoperables; si emmagatzemen a més de les metadades objectes digitals amb llicències d'accés obert, són d'accés obert.
La biblioteca digital inclou un cercador per poder accedir als documents multimèdia amb diversos paràmetres de cerca o metadades. Es pot considerar el Projecte Gutenberg (1971) com el primer projecte de biblioteca digital. Altres iniciatives rellevants són Google Llibres, Internet Archive, Europeana, Viquitexts o la Biblioteca Digital Mundial (en anglès, World Digital Library). D'abast català podem trobar la Memòria Digital de Catalunya (MDC), l'Arxiu de revistes catalanes antigues (ARCA), el dipòsit digital de la Xarxa de Biblioteques Municipals de la Diputació de Barcelona (Trencadís), Biblioteca Valenciana Digital i Patrimoni Digital de Catalunya (Padicat).
Els criteris de selecció de documents i organització interna són similars als d'una biblioteca convencional, però els problemes d'espai es redueixen notablement i, per tant, permeten augmentar en gran manera el fons. Igualment si la biblioteca és d'accés obert a través d'Internet permet moltes més consultes per part d'usuaris, sense limitacions horàries o d'ubicació geogràfica. Per contra, una biblioteca digital afronta problemes específics diferents al de la biblioteca ordinària, especialment els relacionats amb el format d'emmagatzematge i els assumptes referits als drets d'autor del material.

## Discussió de la definició
Al llarg del temps a les publicacions científiques s'hi han aportat propostes de definicions que han sigut considerades incompletes i confoses. Existeixen conceptes que solen ser confosos amb la biblioteca digital:
- Una biblioteca automatitzada: Una biblioteca que incorpora l'ús de tecnologies que automatitzen els processos tècnics del tractament i la recuperació de la informació.
- Una biblioteca digitalitzada: Una versió d'una biblioteca física (amb part o la totalitat dels seus fons digitalitzats).

A partir de considerar unes 64 definicions una publicació del 2000 considerà que una biblioteca digital:
- Serveix a una comunitat específica.
- No és una entitat senzilla.
- Controla i posseïx la col·lecció digital.
- Segueix una organització unificada.
- La col·lecció digital té formats variats.

## Història
Les biblioteques digitals foren conceptualment pensades abans de la tardana aparició d'elles. Els visionaris com Licklider (el 1965) pensaren en biblioteques que permetien l'accés a les col·leccions amb una gran carrega d'ús de tecnologies. El Projecte Gutenberg el 1971 va ser el pioner. El 1988 dos cercadors america haurien utilitzat per primera vegada el terme digital library. L'aparició massiva de biblioteques digitals començà amb l'avanç espectacular d'internet fora de l'àmbit d'instituts de recerca a la dècada dels 1990 i continuà. Una definició consistent d'allò que és una biblioteca digital no prengué forma fins més avant.
La proliferació de recursos digitals posa de manifest la necessitat d'assegurar la permanència de la informació digital, per tal que futures generacions d'usuaris puguin localitzar, llegir i utilitzar aquest tipus d'informació. Els progressos assolits en l'àmbit de la preservació digital des de principis del segle xxi han donat lloc a importants avenços pel que fa a la definició, disseny i implementació dels dipòsits dedicats a la preservació de la informació digital a llarg termini.
La publicació en el 2002 de l'informe Trusted Digital Repositories: Attributes and Responsibilities, elaborat per un grup de treball posat en marxa per dos grans consorcis de biblioteques: Research Libraries Group (RLG) i OCLC, proposa la creació de dipòsits fiables basats en el model de preservació OAIS (Open Archival Information System), i les característiques d'aquests dipòsits, adreçats a mantenir i gestionar les col·leccions digitals, especialment les d'institucions d'investigació tant grans com petites.

## Fiabilitat
Les creacions digitals, a diferència de les obres físiques conservades a biblioteques, arxius o museus, presenten més dificultats a l'hora de demostrar la seva autenticitat. La causa és la intangibilitat, mutabilitat i dificultat de preservació de la informació digital. Per tal que aquestes creacions digitals arribin a generacions futures amb una garantia d'autenticitat i de fiabilitat, aquestes creacions han de demostrar la fiabilitat de la institució responsable de preservar el recurs digital, la fiabilitat dels proveïdors de la institució responsable i la fiabilitat dels recursos custodiats en el moment de ser recuperats.

## Designated user community
El grup específic d'usuaris als que anirà adreçada la informació digital que es vol preservar és el designated user community. Si es volen preservar uns materials digitals perquè siguin accessibles i utilitzables en un futur, els usuaris condicionaran aspectes clau del procés de preservació (material a preservar, estratègies tècniques, etc.). D'aquesta manera, els responsables de cada dipòsit hauran d'identificar la seva pròpia comunitat d'usuaris i preveure de quina manera utilitzaran els recursos preservats.

## Responsabilitats
Els dipòsits fiables també han de complir una sèrie d'obligacions:
- Garantir la integritat i autenticitat del recurs
- Vigilar la protecció dels drets d'autor
- Limitar l'accés a usuaris autoritzats
- Mantenir les eines necessàries per a identificar i recuperar la informació
- Assegurar la presència de metadades normalitzades, que sempre acompanyaran la informació preservada
- Acceptar la responsabilitat de mantenir a llarg termini els recursos digitals en nom dels seus depositants i en benefici dels usuaris actuals i futurs
- Tenir un sistema organitzatiu que permeti no tan sols la viabilitat a llarg termini del repositori, sinó també de la informació digital de la que és responsable
- Demostrar viabilitat i sostenibilitat fiscals
- Dissenyar els seus sistemes en concordança a estàndards comunament acceptats
- Establir metodologies d'avaluació que mostrin la fiabilitat i confiança a la comunitat d'usuaris

## Proposta de certificació
L'RLG i l'OCLC en el seu estudi van recomanar el desenvolupament d'un procediment que permetés la certificació d'aquests dipòsits digitals, necessària perquè els dipòsits puguin demostrar la seva fiabilitat a la resta d'implicats en el cicle de vida dels recursos digitals: creadors i/o titulars dels recursos dipositats, la comunitat designada d'usuaris, als que financen les operacions i a les entitats que col·laboren d'una manera o d'una altra en les tasques de preservació.
Malgrat la importància d'un sistema de certificació que avaluï la fiabilitat d'aquests dipòsits digitals, abans de tot és necessària l'existència d'uns criteris avaluables per saber si el dipòsit compleix o no amb els atributs i responsabilitats establertes, i d'un mecanisme per mesurar el nivell d'acompliment de responsabilitats. Davant la mancança d'aquests instruments, l'RLG juntament amb l'arxiu nacional nord-americà, NARA, que el 2005 va elaborar una llista provisional de criteris que podrien utilitzar-se per avaluar i certificar els dipòsits digitals: Audit checklist for the certification of trusted digital repositories.

### Audit checklist for the certification of trusted digital repositories
El propòsit d'aquest document és elaborar un mecanisme que faciliti la identificació dels centres capaços d'emmagatzemar, gestionar i fer accessibles els fons digitals de manera fiable.
Els criteris que es proposen en aquest document permeten avaluar els dipòsits atenent a quatre àrees operacionals:
- Organització
- Funcions, processos i procediments
- Comunitat d'usuaris i usos previstos
- Tecnologia i infraestructura tècnica

Dintre de cada àrea operacional hi ha subcategories que se centren en aspectes més específics, permetent a l'auditor conèixer el grau d'acompliment de cada criteri. El repositori ha de superar cadascun dels criteris establerts, permetent la validació de la llista completa de criteris, fins i tot en el cas que el dipòsit no els superi tots.
Aquesta eina d'avaluació ha tingut un gran impacte i ha causat gran interès per part d'organitzacions prestigioses a nivell internacional. L'any 2005, l'esquema d'aquesta eina d'avaluació es trobava en una fase de revisió i validació per conèixer la seva possible aplicació en dipòsits digitals. Les institucions avaluadores de l'Audit checklist són:
- InterUniversity Consortium for Political and Social Research (ICPSR)
- LOCKSS
- Koninklijke Bibliotheek
- Portico

La versió definitiva va sortir l'any 2007 amb el títol Trustworthy repositories audit and certification: criteria and checklist, més conegut com a TRAC.
Les quatre àrees funcionals es van reduir a 3:
- infraestructura organitzativa,
- gestió dels objectes digitals, i
- tecnologia, infraestructura tècnica i seguretat.

Posteriorment, a febrer de 2012, basat en aquests treballs anteriors, es va crear la norma ISO 16363:2012 Audit and Certification of Trustworthy Digital Repositories.

## Tipologies de dipòsits digitals
Existeixen 3 tipus de dipòsits digitals: institucionals, temàtics o de tipologies documentals:
- Els institucionals, que custodien els objectes digitals d'una institució, de diverses o de consorcis.[14] El projecte iArxiu és un repositori institucional adreçada a les administracions públiques catalanes, i altres repositoris institucionals són: DDD (Dipòsit Digital de Documents) de la Universitat Autònoma de Barcelona, Dipòsit Digital de la Universitat de Barcelona, UPCommons de la Universitat Politècnica de Catalunya, e-Repositori de la Universitat Pompeu Fabra, DUGi de la Universitat de Girona i l'Oberta en obert de la Universitat Oberta de Catalunya.
- Els dipòsits temàtics,[15] que s'adrecen a la preservació d'objectes digitals que fan referència a una mateixa índole: com pot ser sobre la biblioteconomia, publicacions en català, còpies digitals d'originals analògics, etc. DIDAC (dipòsit digital d'arxius de Catalunya) és un repositori temàtic, en l'entorn del Departament de Cultura i Mitjans de Comunicació on es diposita la documentació digitalitzada i objectes digitals de l'Arxiu Nacional i la Xarxa d'Arxius Comarcals de Catalunya.
- Els de tipologies documentals són els que custodien fotografies o imatges en moviment, tesis documentals, revistes electròniques, etc. Alguns exemples d'aquest ús són: RECERCAT[16] que conté com per exemple articles encara no publicats (preprints), comunicacions en congressos, informes d'investigació, working papers, projectes i treballs de fi de carrera, memòries tècniques, etc., TDX (TDR)[17] que conté tesis doctorals llegides a les universitats de Catalunya i en altres universitats de l'Estat, en format digital i a text complet, RACO (Revistes Catalanes en Accés Obert)[18] permet la consulta, en accés obert, d'articles a text complet de revistes científiques, culturals i erudites catalanes o MDX (Materials Docents en Xarxa)[19] que conté materials i recursos digitals resultants de l'activitat docent de les universitats.

El repositori de confiança és aquell adreçat a la preservació de documentació administrativa que requereix elements addicionals de validació sobre cada objecte digital (exemple: iArxiu); el segon, un repositori dipòsit, s'adreça als objectes digitals d'origen cognitiu, on la veritat del contingut pot ser assumit pel mateix sistema.

## Biblioteques digitals d'àmbit autonòmic
A Espanya hi ha biblioteques digitals d'àmbit autonòmic dedicades a la col·lecció, preservació i difusió dels seus respectius patrimonis documentals i culturals. Estudis comparatius n'avaluen la qualitat.
- Galiciana: Biblioteca Digital de Galícia. Projecte gestionat per la Biblioteca de Galícia i creat l'any 2007 a iniciativa de la Xunta de Galícia i la Fundacion Cidade da Cultura. El seu origen està vinculat a l'elaboració del Catàleg de Patrimoni Bibliogràfic Gallec.
- Biblioteca Virtual del Principat d'Astúries. Impulsada el 2007 per la Consejería de Cultura y Turismo del Principat d'Astúries, els seus fons procedeixen majoritàriament de la Biblioteca d'Astúries, la Biblioteca Pública de Gijón, el Real Instituto d'Estudios Asturianos i el Museu Arqueològic d'Astúries.
- Liburuklik: Biblioteca Digital Basca.[22] Creada el 2010, Liburuklik es presenta com una plataforma d'accés al patrimoni bibliogràfic basc, concebuda per a la seua conservació i difusió. Recull fons procedents del projecte Ondarenet i de diverses institucions, com el Parlament Basc, la Diputació Foral d'Àlaba i biblioteques públiques i privades, entre d'altres.
- Biblioteca Navarra Digital. Impulsada pel Servei de Biblioteques del Govern de Navarra, es posa en marxa l'any 2007.
- Biblioteca Virtual d'Aragó. Iniciativa del Govern d'Aragó per a la digitalització del patrimoni bibliogràfic aragonès (2007).
- MDC: Memòria Digital de Catalunya. És un projecte conjunt de les universitats catalanes i la Biblioteca de Catalunya, amb la participació de diverses institucions catalanes. S'inicia l'any 2006 i es defineix com un repositori cooperatiu d'accés obert a les col·leccions digitalitzades de Catalunya i del seu patrimoni. La seua finalitat última és permetre l'accés i consulta conjunts a tot el patrimoni català, a més d'impulsar-ne la digitalització i la preservació i afavorir-ne la màxima visibilitat. Una de les novetats incorporades és la iniciativa Transcriu-me, que demana la col·laboració dels usuaris en la transcripció lingüística de documents antics.
- Biblioteca Digital de Castella-La Manxa. Creada el 2008 per la Junta de Castella-La Manxa i la Biblioteca de Castella-La Manxa amb la finalitat de difondre i preservar digitalment el seu patrimoni bibliogràfic.
- Biblioteca Digital de Castella i Lleó. Impulsada pel govern autonòmic, des del 2010 facilita l'accés al patrimoni bibliogràfic digitalitzat de Castella i Lleó.
- Roda: Repositori d'Objectes Digitals i d'Aprenentatge d'Extremadura. Data del 2007 i és un repositori digital de les col·leccions digitals dels arxius, biblioteques i museus gestionats per la Consejeria d'Educación y Cultura de la Junta d'Extremadura. Hi inclou fons històric de la Biblioteca Pública de Cáceres i de la Biblioteca d'Extremadura.
- Biblioteca Virtual d'Andalusia. Iniciativa de la Consejería de Cultura de la Comunitat d'Andalusia, amb la participació de la Biblioteca d'Andalusia, neix l'any 2004 amb la finalitat de facilitar l'accés a través d'Internet del patrimoni bibliogràfic andalús. En els darrers anys, ha potenciat la difusió i la producció pròpia de recursos digitals.
- Biblioteca Virtual de La Rioja. Creada l'any 2008 per a la digitalització del patrimoni bibliogràfic de La Rioja, amb l'objectiu de preservar-lo, conservar-lo i difondre'l.